# Turbo Boat Simulator
Turbo Boat Simulator (anche Turbo Road nell'edizione spagnola) è un videogioco sparatutto a scorrimento in motoscafo, pubblicato nel 1988 per gli home computer Amstrad CPC, Commodore 64 e ZX Spectrum dalla Silverbird, l'etichetta a basso costo della Telecomsoft.
Il titolo del gioco, come fecero anche altri produttori, imita l'usanza che aveva in quel periodo la concorrente Codemasters di mettere la parola Simulator in fondo ai titoli, nonostante si trattasse di semplici giochi d'azione, non classificabili come simulatori. La rivista Zzap! 30 arrivò a indicare per errore Turbo Boat Simulator come un gioco della Codemasters.

## Modalità di gioco
Il gioco si svolge in una serie di canali dai bordi irregolari, con visuale dall'alto e scorrimento orizzontale libero in entrambi i versi. Ogni livello è un canale dall'aspetto differente. L'obiettivo di ogni livello è raccogliere tutti i pezzi di una mappa, che vengono scaricati occasionalmente da aerei che sorvolano l'area.
Il motoscafo del giocatore è sempre rivolto verso destra o verso sinistra e può muoversi a due diverse velocità o anche stare fermo. Può sparare proiettili doppi dalla prua. In alcuni punti sono presenti delle rampe che permettono di fare salti e sorvolare ostacoli.
Si devono evitare gli scontri con le sponde e i continui attacchi dei nemici, che comprendono:
cannoni di terra indistruttibili che sparano in verticale, mine, missili che arrivano in orizzontale, elicotteri, sottomarini che emergono e lanciano siluri. Il motoscafo ha l'energia per sopportare diversi colpi nemici, ma gli scontri con sponde e mine causano la perdita diretta di una vita.
La versione ZX Spectrum è monocromatica a sfondo azzurro.